# ジークリンデ (小惑星)
ジークリンデ (552 Sigelinde) は、小惑星帯の小惑星である。マックス・ヴォルフによってハイデルベルクで発見された。
リヒャルト・ワーグナーの楽劇『ワルキューレ』の登場人物にちなんで命名された。